# Penicillaria dinawaensis
Penicillaria dinawaensis là một loài bướm đêm trong họ Noctuidae.